# ExpressJet Airlines

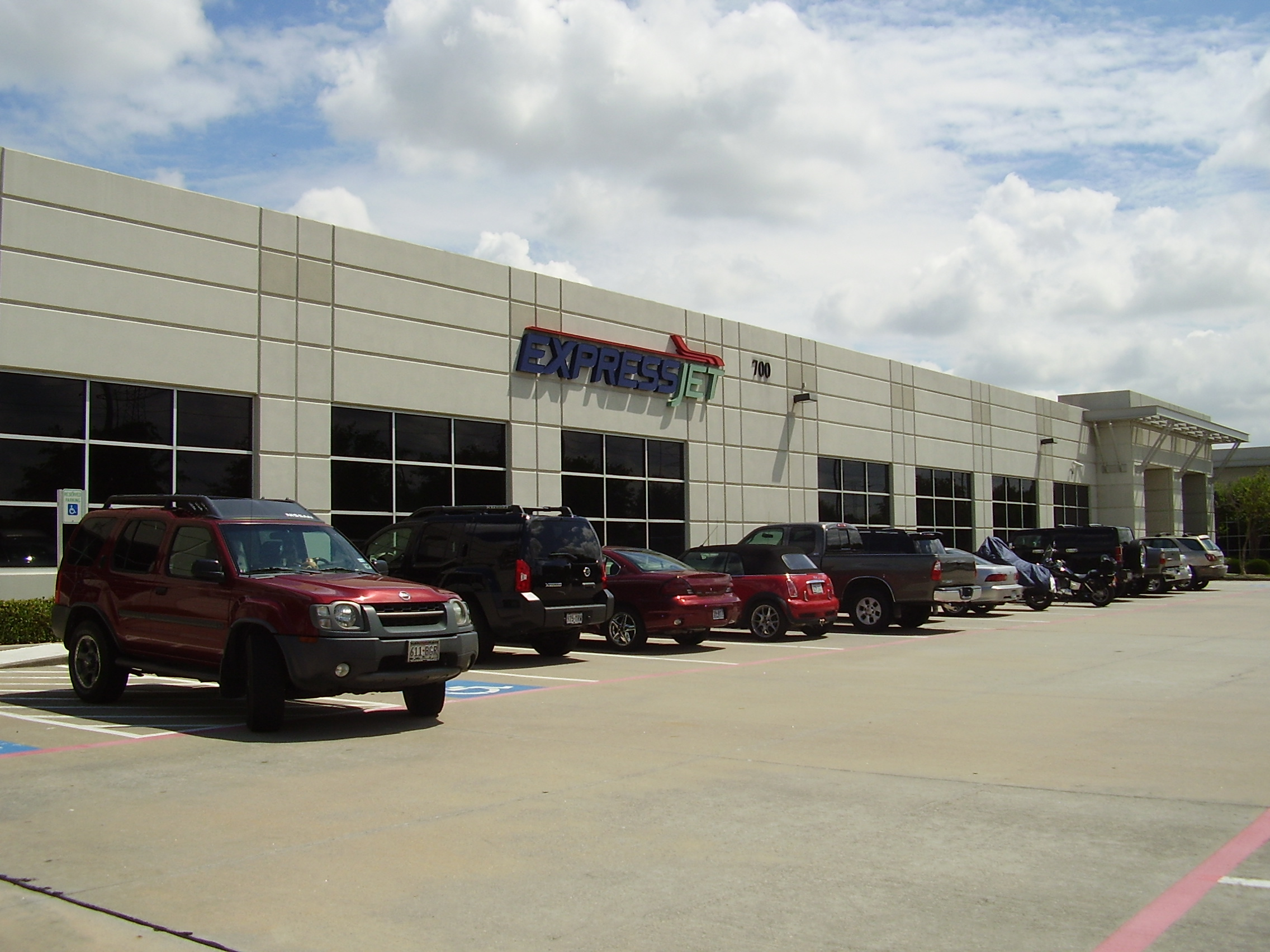
Le siège de ExpressJet en Houston.

ExpressJet Airlines est une compagnie aérienne régionale américaine en activité de 1986 au 30 septembre 2020. A sa disparition, son siège social est a College Park (Géorgie).

## Historique
Début 2020, elle opère exclusivement pour le compte de United Airlines qui possède une part de l'entreprise. Elle emploie alors environ 2 500 personnes et 77 ERJ145 de 50 places.
La perte fin juillet 2020 d’un contrat pour opérer ses Embraer ERJ145 sous la bannière de United Express a été fatale et elle devient le plus gros transporteur des États-Unis à disparaître à la suite de la crise économique liée à la pandémie de Covid-19.
Le 24 août 2020, le CEO d’ExpressJet Subodh Karnik explique être contraint a la fermeture le 30 septembre 2020. Date à laquelle expire le CARES Act (en), qui avait permis à la compagnie régionale de toucher 110 millions de dollars et passer l’été – en échange d’une interdiction de licencier.

## Flotte

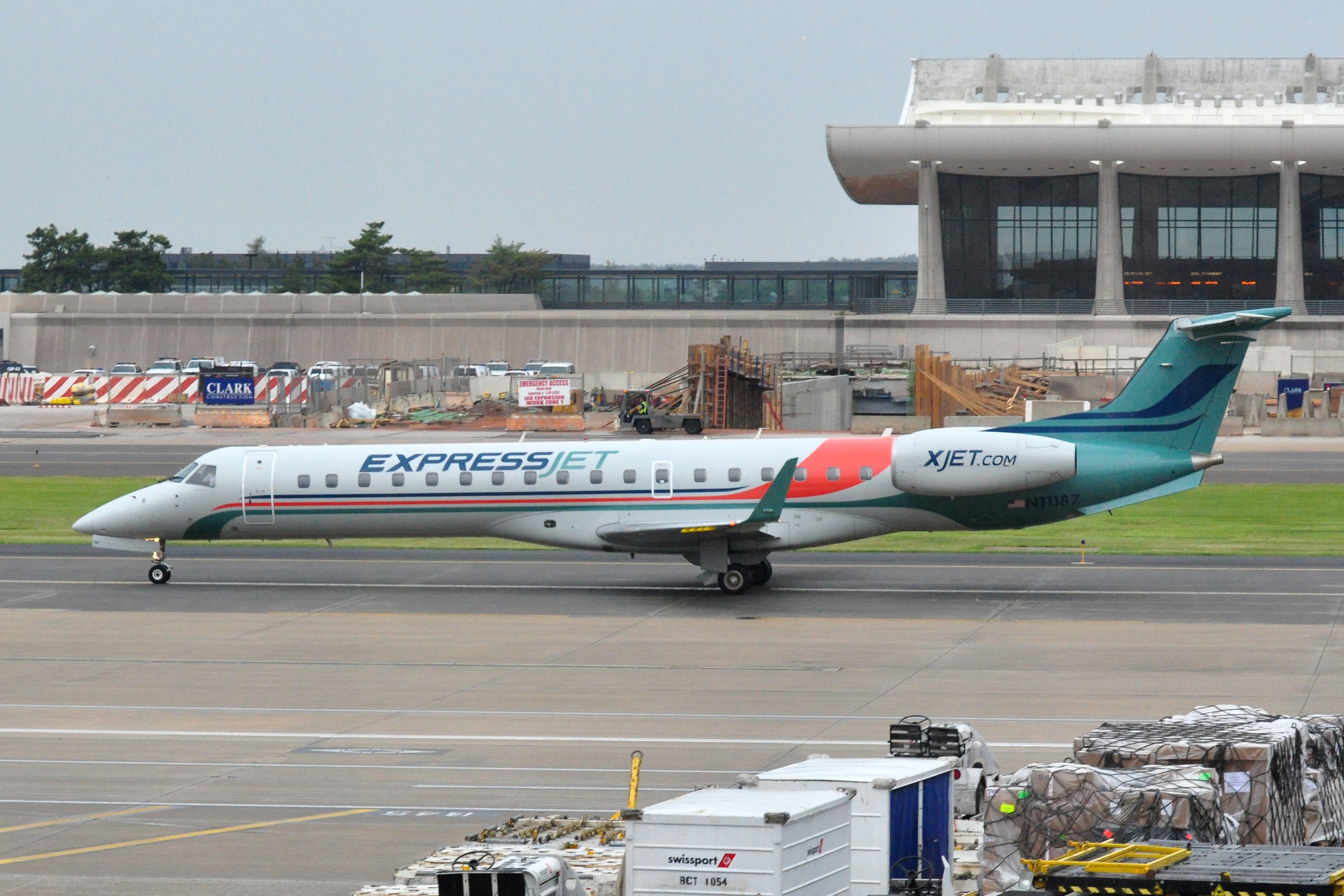
Embraer d'ExpressJet.

En mars 2018, ExpressJet exploite une flotte composée des appareils suivants,:
| Avion             | En service | Commandes | Passagers | Passagers | Passagers | Passagers | Livrée           | Nombre | Remarques        |
| Avion             | En service | Commandes | F         | Y+        | Y         | Total     | Livrée           | Nombre | Remarques        |
| ----------------- | ---------- | --------- | --------- | --------- | --------- | --------- | ---------------- | ------ | ---------------- |
| Bombardier CRJ700 | 45         | 8         | 9         | 8         | 48        | 65        | American Eagle   | 012    | Commande annulée |
| Bombardier CRJ700 | 45         | —         | 9         | 16        | 44        | 69        | Delta Connection | 033    |                  |
| Bombardier CRJ900 | 9          | —         | 12        | 20        | 44        | 76        | Delta Connection | 09     |                  |
| Embraer ERJ 135   | 3          | —         | —         | —         | 37        | 37        | United Express   | 03     |                  |
| Embraer ERJ 145   | 116        | —         | —         | —         | 50        | 50        | United Express   | 116    |                  |
| Total             | 177        | 8         |           |           |           |           |                  |        |                  |